# Alfred Young
Alfred Young (* 16. Mai 1873 in Widnes in Lancashire; † 15. Dezember 1940 in Birdbrook in Essex) war ein englischer Mathematiker und Pfarrer, der vor allem durch seine Erfindung der Young-Tableaux in der Darstellungstheorie von Gruppen bekannt ist.

## Leben und Werk
Young war der erste Sohn aus zweiter Ehe eines wohlhabenden Liverpooler Kaufmanns und Friedensrichters. 1879 zog die Familie nach Bournemouth, wo er zunächst privat unterrichtet wurde, später in einer Schule bei Bath. Auf Anraten seiner Lehrer, die sein mathematisches Talent entdeckten, beteiligte er sich an den Eingangstests für Cambridge und gewann ein Stipendium am Clare College, in das er 1892 eintrat. Er tat sich in der Rudermannschaft hervor, begann zu studieren und belegte bei den in Cambridge sehr wichtigen Tripos-Tests, die eine intensive Vorbereitung erforderten, den zehnten Platz. Seine ersten Arbeiten erschienen 1899 und waren der Invariantentheorie und anderen Sparten der algebraischen Geometrie des 19. Jahrhunderts gewidmet.
1901 begann er eine Tätigkeit als Dozent am Selwich College und wurde 1905 zum Fellow am Clare College ernannt.
1907 heiratete er, hatte aber zeitlebens keine Kinder.
1908 wurde er zum Kurator an der Christ Church in Hastings. Im gleichen Jahr wurde ihm in Cambridge für seine mathematischen Arbeiten der Doktortitel verliehen.
1910 wurde er zum Pfarrer in Eastbrook nahe Cambridge geweiht. Daneben hielt er ab 1926 auch Vorlesungen in Cambridge, wo ihn u. a. Paul Dirac hörte.
1934 wurde er zum Fellow der Royal Society ernannt.
Young ist vor allem für seine Erfindung der Young-Tableaux (1900) bekannt geworden, die aus seiner Arbeit über die Invariantentheorie entstanden. Mit diesen Tableaux lassen sich die irreduziblen Darstellungen der symmetrischen Gruppe S(N) und damit auch z. B. der unitären Gruppen U(N) und SU(N) charakterisieren. Die Bedeutung dieser Tableaux wurde schon früh vom damals führenden englischen Gruppentheoretiker William Burnside sowie von Hermann Weyl und Ferdinand Georg Frobenius, der sie bereits 1903 benutzte, erkannt. Die Arbeiten von Frobenius und Issai Schur zur Darstellungstheorie waren Young anfangs noch nicht bekannt (erst Burnside machte ihn darauf aufmerksam), er schlug aber in seinen späteren Arbeiten (seine lange Serie von Artikeln On quantitative substitutional analysis, deren letzte postum 1952 erschien) ab den 1920er Jahren Verbindungen zur deutschen Schule der Darstellungstheorie.
Neben seiner Tätigkeit als Mathematiker und Pfarrer war er auch als Erfinder tätig; er patentierte 1918 einen Elektromotor für Pumpen und 1919 einen Generator für hohe Frequenzen.